# الن آباد
الن آباد (به انگلیسی: Ellenabad) یک منطقهٔ مسکونی در هند است که در بخش سیرسا واقع شده‌است. الن آباد ۸۵٬۰۰۰ نفر جمعیت دارد و ۱۸۹ متر بالاتر از سطح دریا واقع شده‌است.